# Джеффрі Сарпонг
Джеффрі Нана Дарко Сарпонг (нід. Jeffrey Nana Darko Sarpong; народився 3 серпня 1988 року, Амстердам) — нідерландський футболіст, що виступає на позиції півзахисника.
Вихованець амстердамського «Аякса». У 2005 - 2010 роках провів за основний склад амстердамців 20 матчів у чемпіонаті Нідерландів, забив один гол. 2010 року виступав на правах оренди за клуб НЕК. Від серпня 2010 року виступав за іспанський «Реал Сосьєдад».

## Клубна кар'єра

### «Аякс»
У шість років Сарпонг починав навчатися футболу в юнацькій команді клубу «Абкауде», який базувався на північ від Амстердама. 1996 року Джеффрі потрапив до футбольної академії амстердамського «Аякса». Це вможливилось коли він написав листа на телевізійну програму Віллема Вевера в якому запитав, як стати гравцем «Аякса». Вевер порадив Джеффрі пройти перегляд в один з днів набору до футбольної школи «Аякса». Сарпонг так і зробив і його взяли до команди.
2005 року Джеффрі підписав свій перший професійний контракт з «Аяксом». У той час Сарпонгом цікавився англійський «Челсі», але Джеффрі вважав за краще залишитися в клубі з Амстердама. Дебют Сарпонга за основний склад «Аякса» відбувся 22 грудня 2005 року в матчі 1/8 фіналу Кубка Нідерландів проти «Ейндговена». У тому матчі на 75-й хвилині Джеффрі замінив нападника Ангелоса Харістеаса. У підсумку «Аякс» розгромив суперників з рахунком 1:6.
У чемпіонаті Нідерландів Джеффрі дебютував 5 лютого 2006 року в матчі проти «Феєнордо», що завершився гостьовою поразкою «Аякса» з рахунком 3:2. У тій грі на 60-й хвилині Сарпонг замінив півзахисника Веслі Снейдера. У дебютному для себе сезоні 2005—2006 років Джеффрі зіграв 9 матчів у чемпіонаті Нідерландів.
У наступному сезоні Сарпонг не брав участі в матчах чемпіонату. Єдину гру він провів у півфіналі Кубка Нідерландів проти «Валвейка», що відбувся 18 квітня 2007 року. У фіналі кубка амстердамці в серії післяматчевих пенальті виграли у АЗ, але в тій грі Джеффрі участі не брав. Після чемпіонату Європи 2008 року новим головним тренером став колишній нападник «Аякса» Марко ван Бастен, змінивши на цій посаді Адрі Костера. Ван Бастен став більше викликати Джеффрі до основної команди.
2 серпня 2008 року під час товариського матчу проти англійського «Кардіфф Сіті» Сарпонг зазнав перелому кістки правого плеча і вибув на один місяць. Відновившись від травми, Джеффрі, 22 вересня 2008 року в матчі проти «Феєноорда» забив свій дебютний гол за «Аякс», він відзначився на 39-й хвилині з передачі Луїса Суареса, в підсумку матч завершився внічию 2:2. Загалом у чемпіонаті 2008—2009 Джеффрі зіграв 10 матчів і забив 1 м'яч, а його команда завершила сезон на третьому місці, поступившись тільки «Твенте» і чемпіону країни АЗ.

### НЕК
1 січня 2010 року «Аякс» офіційно оголосив, що решту сезону 2009—2010 Джеффрі проведе в оренді в клубі НЕК.

### «Реал Сосьєдад»
У серпні 2010 року Сарпонгом зацікавився іспанський «Реал Сосьєдад». 22 серпня клуб офіційно оголосив про домовленість з «Аяксом» щодо переходу Джеффрі до табору їхнього клубу. Вже наступного дня, 23 серпня, Джеффрі прибув до Іспанії, щоб пройти медичний огляд, того ж дня «Аякс» офіційно оголосив про перехід гравця. Після успішного проходження медичного обстеження, 24 серпня з гравцем підписано контракт на три роки. Цього ж дня нідерландського півзахисника офіційно представлено як гравця «Реал Сосьєдада».

### НАК Бреда
31 січня 2012 року Сарпонга до кінця сезону 2011/12 орендував клуб НАК Бреда. 11 лютого 2012 року він вперше зіграв за клуб, замінивши Омера Байрама під час матчу, що завершився поразкою 2–0 від його колишнього клубу Аякс. 28 квітня 2012 Сарпонг забив свій перший гол у складі клубу, а його команда перемогла Утрехт з рахунком 3–1.
30 серпня 2012 року оголошено, що решту сезону Сарпонг проведе в друголіговому Еркулесі. 2 вересня 2012 року у своєму дебютному матчі за клуб, що завершився мінімальною поразкою від Алькоркона, футболіст вийшов на заміну на 80-й хвилині. Через п'ять місяців Сарпонг полишив клуб, після того, як його звільнив Реал Сосьєдад.

### Повернення до НАК Бреди
У січні Сарпонг був на оглядинах у клубі Прем'єр-ліги Сток Сіті і клубі Чемпіонату Футбольної ліги Шеффілд Венсдей. 9 квітня 2013 року оголошено, що Сарпонг підписав контракт на три роки з клубом НАК Бреда, починаючи з наступного сезону. Договір розірвано наприкінці сезону 2014–2015. Потім футболіст був на оглядинах у клубі Блекберн Роверз й забив перший гол у товариському матчі проти Транмер Роверз, що завершився з рахунком 2-0.

### Веллінгтон Фенікс
25 серпня 2015 року Сарпонг підписав контракт з клубом Веллінгтон Фенікс. 31 січня 2016  року Його розірвано за обопільною згодою.

### Верія
9 серпня 2016 року на правах вільного агента Сарпонг став гравцем клубу грецької Суперліги Верія.

## Кар'єра в збірній
2003 року Сарпонг почав виступати за юнацьку збірну Нідерландів. 2005 року, у складі збірної під керівництвом Рюда Кайсера він взяв участь у Чемпіонаті світу серед юнаків до 17 років, що відбувся в Перу. На турнірі Джеффрі дебютував 17 вересня в матчі проти однолітків з Катару, що завершився перемогою «помаранчевих» з рахунком 5:3.
Але вже в наступній грі в групі збірна Нідерландів поступилися бразильцям (1:2). Для того, щоб вийти з групи, нідерландцям потрібно було перемогти Гамбію, яка в першому турі несподівано обіграла збірну Бразилії (1:3). Гравці змогли виконати поставлене завдання, завдяки голам Джона Госсенса і Дірка Марселліса, збірна Нідерландів перемогла Гамбію і посіла друге місце в групі.
У чвертьфіналі, що відбувся 26 вересня, нідерландці обіграли збірну США (0:2), і обидва рази відзначився саме Сарпонг. Однак у півфінальній грі, що відбулася 29 вересня, футболісти з Нідерландів зазнали поразки від господарів турніру збірної Мексики. Команда Сарпонга так і не змогла розпечатати ворота суперників, тоді як мексиканці чотири рази вразили ворота голкіпера Тіма Крюла, який грав у цій грі з капітанською пов'язкою. У матчі за третє місце нідерландці з рахунком 2:1 переграли збірну Туреччини. На турнірі Джеффрі взяв участь у всіх шести матчах.

## Особисте життя
Сарпонг народився в інтернаціональній родині. Його батько, Джордж Сарпонг, виходець з Гани, а мати, Джозефіна Хакім, родом з Нігерії. У Джеффрі є чотири сестри, три молодших і одна старша, а також один брат.
У травні 2012 року Джеффрі одружився зі своєю подругою Стейсі. У жовтні 2013 року в них народилася дочка Зое Сара Нана. 

## Статистика виступів
Станом на 15 квітня 2019 року
| Клуб               | Сезон              | Чемпіонат | Чемпіонат | Кубок | Кубок | Європейські кубки | Європейські кубки | Інші | Інші | Загалом | Загалом |
| Клуб               | Сезон              | Ігри      | Голи      | Ігри  | Голи  | Ігри              | Голи              | Ігри | Голи | Ігри    | Голи    |
| ------------------ | ------------------ | --------- | --------- | ----- | ----- | ----------------- | ----------------- | ---- | ---- | ------- | ------- |
| Аякс               | 2005/06            | 9         | 0         | 1     | 0     | 0                 | 0                 |      |      | 10      | 0       |
| Аякс               | 2006/07            | 0         | 0         | 1     | 0     | 0                 | 0                 | 0    | 0    | 1       | 0       |
| Аякс               | 2007/08            | 1         | 0         | 0     | 0     | 1                 | 0                 | 3    | 0    | 5       | 0       |
| Аякс               | 2008/09            | 10        | 1         | 1     | 0     | 3                 | 1                 |      |      | 14      | 2       |
| Аякс               | 2010/11            | 0         | 0         | 0     | 0     | 1                 | 0                 |      |      | 1       | 0       |
| Аякс               | Загалом            | 20        | 1         | 3     | 0     | 5                 | 1                 | 3    | 0    | 31      | 2       |
| → НЕК              | 2009/10            | 15        | 0         | 1     | 0     |                   |                   |      |      | 16      | 0       |
| → НЕК              | Загалом            | 15        | 0         | 1     | 0     |                   |                   |      |      | 16      | 0       |
| Реал Сосьєдад      | 2010/11            | 16        | 1         | 2     | 1     |                   |                   |      |      | 18      | 2       |
| Реал Сосьєдад      | 2011/12            | 3         | 0         | 0     | 0     |                   |                   |      |      | 3       | 0       |
| Реал Сосьєдад      | Загалом            | 19        | 1         | 2     | 1     |                   |                   |      |      | 21      | 2       |
| → НАК Бреда        | 2011/12            | 11        | 1         | 0     | 0     |                   |                   |      |      | 11      | 1       |
| → НАК Бреда        | Загалом            | 11        | 1         | 0     | 0     |                   |                   |      |      | 11      | 1       |
| → Еркулес          | 2012/13            | 13        | 1         | 1     | 0     |                   |                   |      |      | 14      | 1       |
| → Еркулес          | Загалом            | 13        | 1         | 1     | 0     |                   |                   |      |      | 14      | 1       |
| НАК Бреда          | 2013/14            | 30        | 2         | 2     | 0     |                   |                   |      |      | 32      | 2       |
| НАК Бреда          | 2014/15            | 28        | 2         | 3     | 1     |                   |                   | 2    | 0    | 33      | 3       |
| НАК Бреда          | Загалом            | 58        | 4         | 5     | 1     |                   |                   | 2    | 0    | 65      | 5       |
| Веллінгтон Фенікс  | 2015/16            | 13        | 0         | 0     | 0     |                   |                   |      |      | 13      | 0       |
| Веллінгтон Фенікс  | Загалом            | 13        | 0         | 0     | 0     |                   |                   |      |      | 13      | 0       |
| Верія              | 2016/17            | 24        | 5         | 1     | 0     |                   |                   |      |      | 25      | 5       |
| Верія              | Загалом            | 24        | 5         | 1     | 0     |                   |                   |      |      | 25      | 5       |
| Елязигспор         | 2017/18            | 19        | 1         | 1     | 0     |                   |                   |      |      | 20      | 1       |
| Елязигспор         | Загалом            | 19        | 1         | 1     | 0     |                   |                   |      |      | 20      | 1       |
| Ксанті             | 2018/19            | 21        | 1         | 1     | 0     |                   |                   |      |      | 22      | 1       |
| Ксанті             | Загалом            | 21        | 1         | 1     | 0     |                   |                   |      |      | 22      | 1       |
| Загалом за кар'єру | Загалом за кар'єру | 213       | 15        | 15    | 2     | 5                 | 1                 | 5    | 0    | 238     | 18      |

## Титули і досягнення
- Володар Кубка Нідерландів (1):

«Аякс»: 2006-07
- Володар Суперкубка Нідерландів (1):

«Аякс»: 2007
- Володар Кубка Литви (1):

«Паневежис»: 2020
- Володар Суперкубка Литви (2):

«Паневежис»: 2021, 2024
- Чемпіон Литви (1):

«Паневежис»: 2023